# Macunahyphes
Macunahyphes is een geslacht van haften (Ephemeroptera) uit de familie Leptohyphidae.

## Soorten
Het geslacht Macunahyphes omvat de volgende soorten:
- Macunahyphes australis
- Macunahyphes incognitus
- Macunahyphes pemonensis